# Dick Dooijes

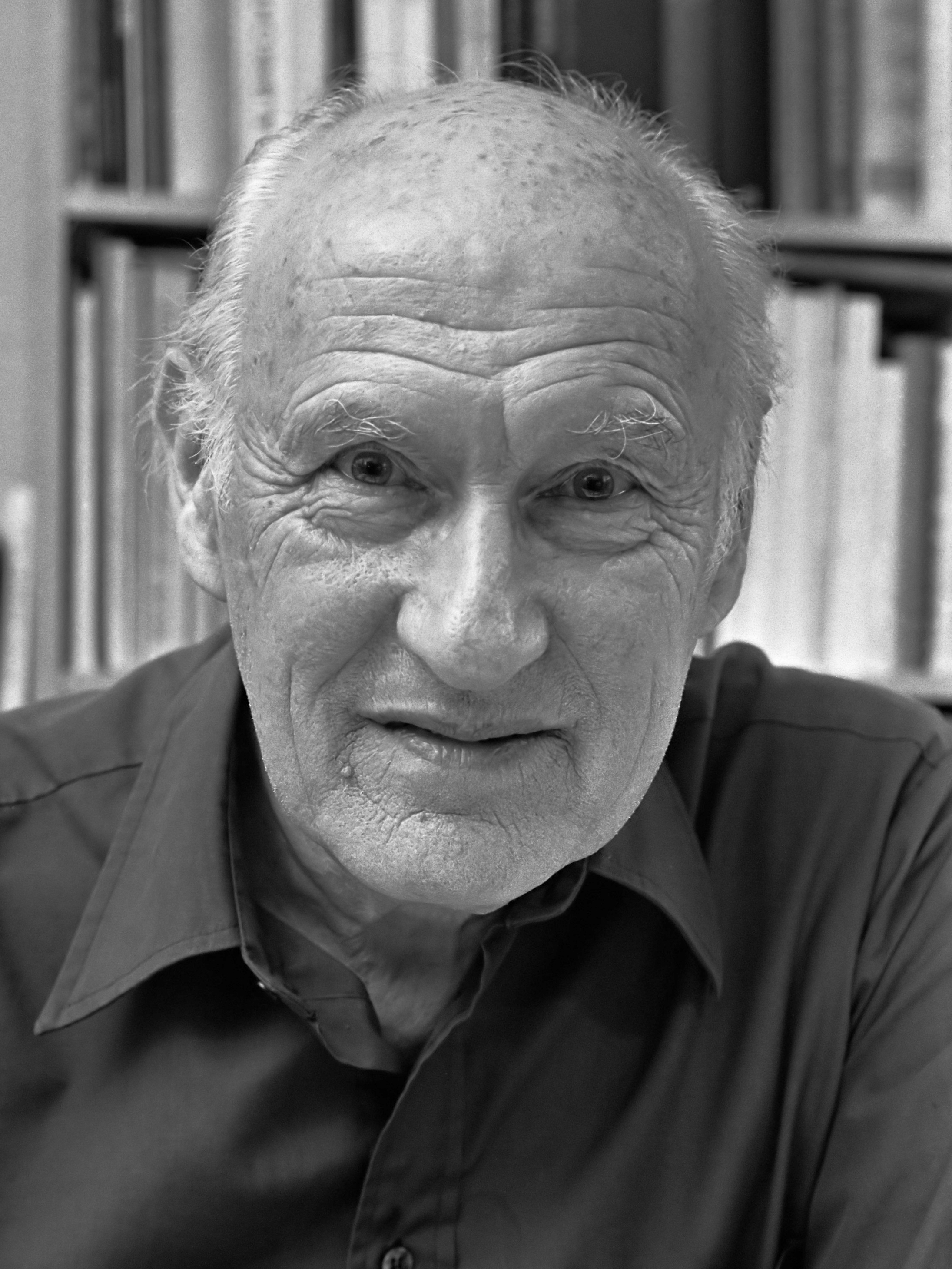
Dick Dooijes (1978)

Dick Dooijes (Amsterdam, 1909 – Baarn, 1998) was een Nederlandse letterontwerper en typograaf. Ook was hij lid van de Amsterdamse gemeenteraad voor de Partij van de Arbeid. Dooijes werkte ruim veertig jaar bij Lettergieterij Amsterdam voorheen N. Tetterode,waarvan bijna dertig jaar als hoofd van de ontwerpafdeling.
Dooijes, geboren in een socialistisch milieu, werd in 1926 bij Tetterode de leerling en assistent van S.H. de Roos, ontwerper van letters als de Hollandse Mediaeval en de Egmont. Dooijes volgde De Roos in 1940 op als ontwerper-tekenaar en beheerder van de Typografische Bibliotheek van Lettergieterij Tetterode.
Eind jaren vijftig ontwierp hij de schreefloze Mercator, maar Dooijes’ bekendste letter is de Lectura uit 1969, bestemd voor zowel hand- als machinezetsel. De productie van deze letter nam zeven jaar in beslag.
Een nieuwe loodletter ontwerpen was een langdurig proces: Na het eerste ontwerp moesten met de hand stempels worden geslepen met zeer fijne vijlen en burijnen of stekers. Met die stempels werden matrijzen geslagen. Na calibrering kon metom een proef te drukken. Deze proef werd daarna kritisch beoordeeld, en zo nodig werd het ontwerp meermalen aangepast. Nieuwe stempels, nieuwe matrijzen maken, het hele proces herhaalde zich totdat de letter goed genoeg werd bevonden om uit te brengen. Dit alles vergde zeer veel tijd en vakmanschap. Om van de letter ook matrijzen voor Linotype en Intertype uit te brengen, was er ook de samenwerking met die firma's, en ook dat kostte extra tijd voor onderling overleg. Daarnaast had dit grote invloed op het uiteindelijke letterontwerp. Bij deze zetselgietmachines was een cursieve letter "a" altijd even breed als de romein "a". Ze stonden boven elkaar op de matrijs. En dit gold voor alle letters in het alfabet.
Van 1968 tot 1974 was hij directeur van de Gerrit Rietveld Academie in Amsterdam. Dooijes was zowel lid van de nationale Raad voor de Kunst als van de Amsterdamse Kunstraad.
Naast letterontwerper was Dooijes publicist en verzorger van talrijke publicaties. In 1951 ontving hij de H.N. Werkmanprijs voor zijn verzorging van De letter als kunstwerk van G. Knuttel. In Het Boekblad, het orgaan van de Nederlandse boekhandel, schreef Dooijes elf artikelen onder de titel Wegbereiders van de moderne boektypografie in Nederland, over de belangrijkste Nederlandse letterontwerpers.